# (35062) Sakuranosyou
(35062) Sakuranosyou es un asteroide perteneciente al cinturón de asteroides, descubierto el 12 de marzo de 1988 por Masaru Inoue, y el también astrónomo Osamu Muramatsu desde el Yatsugatake-Kobuchizawa Observatory, Japón.

## Designación y nombre
Designado provisionalmente como 1988 EP. Fue nombrado Sakuranosyou en homenaje a la escuela japonesa Sakuranosyou, que significa "Escuela Primaria Musashino Sakurano", se encuentra en la ciudad de Musashino, al oeste de Tokio. Esta escuela municipal está rodeada de hermosos cerezos. Este nombramiento es con motivo del décimo aniversario de la fundación de la escuela.

## Características orbitales
Sakuranosyou está situado a una distancia media del Sol de 2,369 ua, pudiendo alejarse hasta 2,936 ua y acercarse hasta 1,801 ua. Su excentricidad es 0,239 y la inclinación orbital 10,51 grados. Emplea 1332,08 días en completar una órbita alrededor del Sol.

## Características físicas
La magnitud absoluta de Sakuranosyou es 14,5. Tiene 3,202 km de diámetro y su albedo se estima en 0,36. 